# Lapeer (Michigan)
Lapeer – miasto w Stanach Zjednoczonych, w stanie Michigan, na Półwyspie Dolnym, w regionie środkowym, podregionie Kciuk (Central – The Thumb), administracyjna siedziba władz hrabstwa Lapeer. W 2010 r. miasto zamieszkiwało 8841 osób, a w przeciągu dziesięciu lat liczba ludności zmniejszyła się o 8,52%.
Miasto leży przy drodze stanowej M-24, w pobliżu skrzyżowania z Autostradą międzystanową nr 69, około 40 km na północ od Detroit.  Klimat Lapeer w klasyfikacji klimatów Köppena należy do klimatów kontynentalnych z ciepłym latem (Dfb)